# Gaetano Caravaglia
Gaetano Caravaglia (Alzate con Linduno, 13 settembre 1887 – ...) è stato un ciclista su strada italiano, che corse dal 1908 al 1915 e poi nuovamente per una sola stagione nel 1919 dopo la fine della prima guerra mondiale. Fu conosciuto anche come Gaetano Garavaglia.

## Carriera
Nella sua carriera ottenne due vittorie da professionista, le prime due edizioni della Coppa d'Itaverno, tuttavia il suo risultato migliore fu il terzo posto al Giro di Lombardia 1915. In quell'edizione Garavaglia giunse a quasi tre minuti dal vincitore Gaetano Belloni e, per il terzo gradino nel podio regolò allo sprint Romeo Poid e Camillo Bertarelli. 
Fra gli altri risultati conseguiti da Garavaglia vanno menzionati il terzo posto alla Coppa Borzino nel 1913 dietro Costante Girardengo e Leopoldo Torricelli il nono posto alla Milano-Torino nel 1914 ed il secondo posto nella Coppa Bernocchi nel 1921.
Anche suo fratello Gaudenzio fu, seppur senza cogliere risultati, per una sola stagione e come individuale ciclista professionista.

## Palmarès
- 1908

Coppa d'Inverno
- 1909

Coppa d'Inverno

## Piazzamenti

### Grandi Giri
- Tour de France

1914: ritirato (6ª tappa)

### Classiche monumento
- Milano-Sanremo

1912: 40º
- Giro di Lombardia

1909: 6º
1911: 34º
1912: 15
1915: 3º